# Бойко Максим Миколайович
Максим Бойко (нар. 18 липня 1980, Залізці, Зборівський район, Тернопільська область) — український музикант, тромбоніст гурту «Гайдамаки».

## Життєпис
Народився 18 липня 1980 року в смт Залізці на Тернопільщині.
Музичну кар'єру почав в 9 років на сопілці, але через рік перевівся на трубу, а ще через 6 років — поступив в Тернопільське музичне училище на тромбон, під час навчання грав по весіллях на бас-гітарі — прийшлося освоїти бас і акустичну гітару, що потім не раз знадобилося по життю. На весіллях почав грати в 12 років. Грав в багатьох місцевих рок і кавер-гуртах. У 2000 році зайняв 2-ге місце на фестивалі «Червона рута» у складі гурту «Ptaha project», після чого переїхав у Київ навчатися в Університет Культури, офіційно працював в оркестрах силових структур, де працює й зараз, грав у багатьох колективах, таких як «TaRuta» (бас-гітара), «Проперганджа», «Без Голови» (тромбон), сім років був тромбоністом і бек-вокалістом гурту «Yurcash (Юркеш)». Розвиває з Дубоносом авторський проєкт «Romax». Тепер грає в гурті Гайдамаки. Хоче стати продюсером. Продюсує дружину, молоду співачку Катю Бойко, виховує дочку.
Грає на семи музичних інструментах.
Коротко про себе: «Я відкриваю свою душу і дарую людям позитив через раструб тромбона».